# فيل راسيل
فيل راسيل هو لاعب هوكي الجليد كندي، ولد في 21 يوليو 1952 في إدمونتون في كندا.

## وصلات خارجية
- فيل راسيل على موقع دوري الهوكي الوطني (الإنجليزية)
- فيل راسيل على موقع EliteProspects.com (الإنجليزية)
- فيل راسيل على موقع HockeyDB.com (الإنجليزية)
- فيل راسيل على موقع Hockey-Reference.com (الإنجليزية)